# 巨星

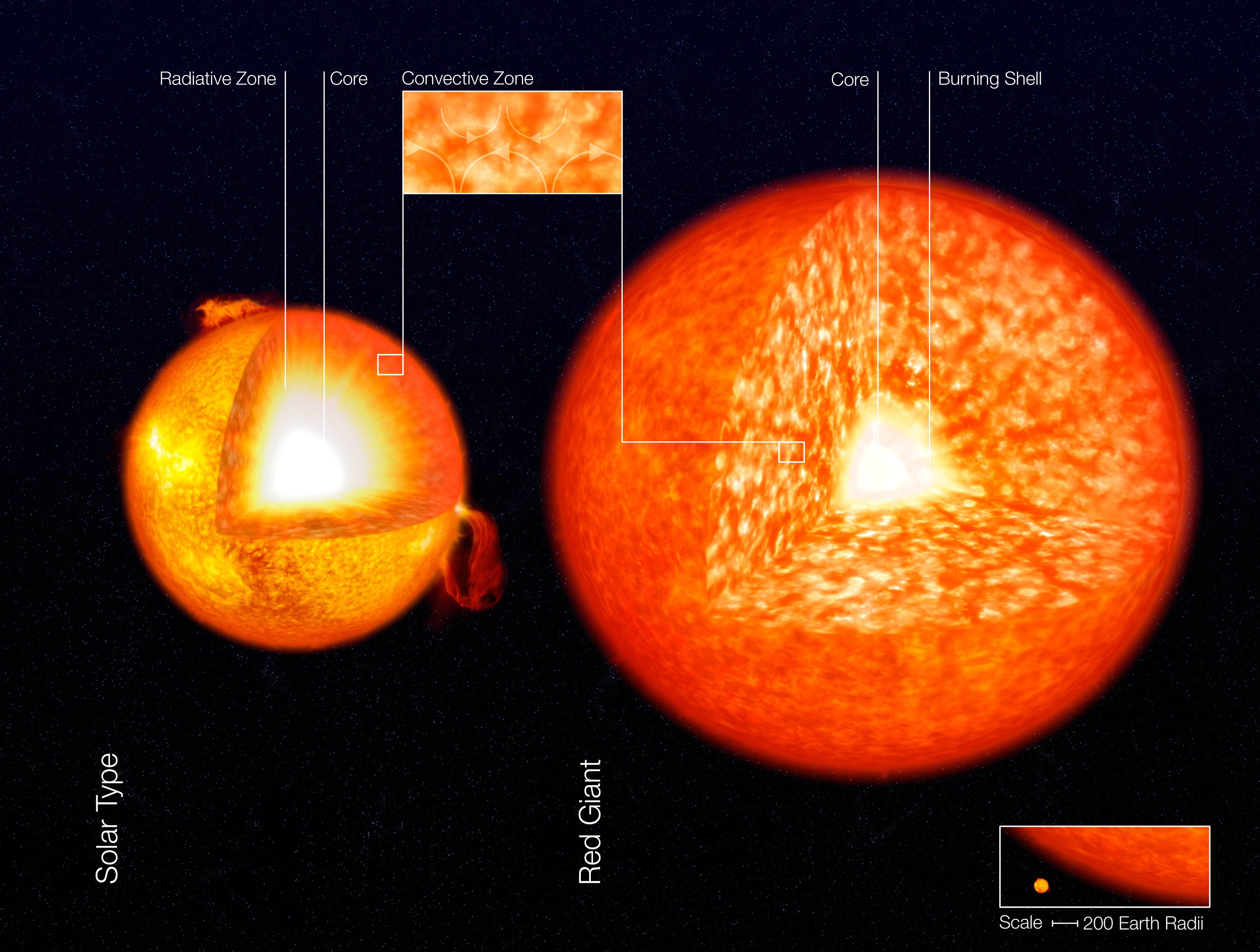
太陽クラスの星（左）と赤色巨星の内部構造。 ESO image.

巨星（きょせい、giant star）とは、同じ表面温度を持つ主系列星よりも半径および明るさが非常に大きい恒星のことである。 典型的には、巨星の半径は太陽の10倍から100倍、明るさは10倍から1000倍である。巨星より明るい恒星は、超巨星や極超巨星と呼ばれる。高温で明るい主系列星も巨星と呼ばれることがあるが、それを除けば、巨星はヘルツシュプルング・ラッセル図（HR図）上で主系列星（スペクトル分類における光度階級V）より上方（大きく明るい）に存在し、その光度階級はIIあるいはIIIに相当する。

## 形成
恒星は、その中心部分で核融合反応に使えるすべての水素を使いつくした後に主系列を離れ、巨星となる。初期質量が太陽質量のおよそ0.25倍以下の恒星は巨星には進化しない。そのような低質量の恒星は、その一生のほとんどの期間において内部が対流でかきまぜられており、現在の宇宙年齢よりもはるかに長い1兆年以上に渡って水素の核融合反応を続けることができる。しかし最終的には、恒星中心部は対流よりも放射でエネルギーを輸送するようになるため、中心部では核融合の原料である水素を使い尽くし、中心核を取り巻く殻状の部分で水素の核融合反応が続く。（0.16太陽質量よりも重い恒星であればこの段階で膨張を始めるが、それほど大きくはならない。）その後、中心部への水素の供給は完全に断たれ、その恒星はヘリウム白色矮星となる。
恒星の質量が太陽質量の0.25倍よりも大きい場合、中心部での核融合に使われる水素を使いつくした後には、中心部は収縮を始める。水素の核融合反応はヘリウムに富む中心部の周囲を取り巻く殻のような部分で進み続け、その外側は膨張し温度は低下する。恒星進化のこの段階は、HR図上の準巨星と呼ばれるところにあたり、恒星の光度は一定のまま実効温度が低下する。最終的には恒星はHR図上を巨星分枝に沿って上り始める。このとき恒星は赤色巨星と呼ばれる段階であり、表面温度はほぼ一定であるものの光度と半径が劇的に増加する。恒星の中心部は収縮を続け、中心部の温度は上昇する, § 5.9.。
主系列星段階での恒星の質量がおよそ0.5太陽質量以下の場合、中心部の温度はヘリウムの核融合反応に必要な温度には達しないと考えられている, p. 169.。したがって、水素の核融合反応が起きている赤色巨星のまま進化し、その後白色矮星となる, § 4.1, 6.1.。 
恒星がそれより重い場合には中心部の温度が1億度に達し、ヘリウムが核融合反応を起こして炭素と酸素を作るトリプルアルファ反応が進行する,§ 5.9, chapter 6.。この反応によって生じる熱によって恒星の中心核は膨張する。これにより、水素の核融合反応が起きていた中心核の外側では圧力が下がり、エネルギー生成効率が減少する。これによって恒星の光度は減少するとともに恒星の外側は収縮し、HR図上では巨星分枝を離れる。その後の進化は、恒星の質量に依存する。非常に大質量の星でなければ、HR図上の水平分枝へと移行する, chapter 6.。もし恒星が太陽質量の8倍よりも軽ければ、中心部のヘリウムを使い尽した後はその中心核の周囲でヘリウムの核融合反応が続く。このとき再び恒星の光度は上昇し、漸近巨星分枝星となってHR図上の漸近巨星分枝を上っていく。恒星がその質量の大部分を放出したのち、その中心部は炭素と酸素からなる白色矮星となる, § 7.1–7.4.。
炭素の核融合反応が可能になるほど重い星の場合（およそ太陽質量の8倍以上）, p. 189、その進化過程は大きく異なる。恒星の光度は主系列を離れた後も大きくは増加せず、色は赤くなる。これらの星は赤色超巨星となるか、あるいは恒星風による質量の喪失によって青色超巨星となる, pp. 33–35;  。最終的に、これらの星は酸素とネオンからなる白色矮星になるか、あるいは重力崩壊型超新星を経て中性子星かブラックホールになる, § 7.4.4–7.8.。

## 巨星の例
よく知られた巨星には以下のものがある。
- おうし座η星, 青色巨星（スペクトル型はB）[12]、プレアデス星団の中で最も明るい星[13]
- りゅう座α星, 白色巨星（スペクトル型はA）[14]
- はちぶんぎ座σ星, 薄黄色の巨星（スペクトル型はF）[15]
- カペラ（ぎょしゃ座α星）, 黄色巨星（スペクトル型はG）、連星であるカペラを構成する一方の星[16]
- ポルックス（ふたご座β星）, オレンジ色の巨星（スペクトル型はK）[17]
- ミラ（くじら座ο星）, 赤色巨星（スペクトル型はM）[18]

## 比喩
転じて、偉人の比喩としても用いられることがあり、そういった人物の死亡を「巨星墜（お）つ」と表現することがある。